# Ideobisium yunquense
Ideobisium yunquense är en spindeldjursart som beskrevs av William B. Muchmore 1982. Ideobisium yunquense ingår i släktet Ideobisium och familjen spinnklokrypare. Inga underarter finns listade i Catalogue of Life.